# 芬兰人民民主联盟
芬兰人民民主联盟（芬蘭語：Suomen Kansan Demokraattinen Liitto，缩写为SKDL，缩写为DFFF）是芬兰历史上的一个政治组织（拥有注册政党地位），为芬兰共产党的外围组织。1944年，在苏联的要求下，芬兰废除反共法律，芬兰共产党遂于同年10月29日建立芬兰人民民主联盟，其宗旨是团结比芬兰社会民主党更左的政治力量。该组织曾是资本主义欧洲最大的左翼党派之一，其主要成员芬兰共产党也是铁幕西侧最大的共产党之一。该组织在1958年芬兰议会选举中取得最大的选举成果，获得约23%的选票，并赢得芬兰议会200个席位中的50个，成为芬兰议会中的最大党派。1990年4月，该组织解散，并入新成立的左翼联盟。

## 成员
- 芬兰共产党（1944年—1990年）
- 芬兰妇女民主联盟（芬蘭語：Suomen Naisten Demokraattinen Liitto）（1944年—1990年）
- 学术社会主义协会（芬蘭語：Akateeminen Sosialistiseura）（1944年—1965年）
- 芬兰同志联盟（芬蘭語：Suomen Toverikuntien Liitto）（1946年—1952年）
- 社会主义团结党（英语：Socialist Unity Party (Finland)）（1946年—1955年）
- 社会主义学生联盟（芬蘭語：Sosialistinen opiskelijaliitto）（1965年—？）
- 芬兰民主青年联盟（英语：Left Youth (Finland)）（1967年—1990年）